# Neopucroliella nonoensis
Neopucroliella nonoensis is een hooiwagen uit de familie Gonyleptidae.